# Phalangodus poecilis
Phalangodus poecilis is een hooiwagen uit de familie Cranaidae.